# Doug McDermott
Douglas Richard McDermott (Grand Forks, 3 de janeiro de 1992) é um jogador norte-americano de basquete profissional que atualmente joga no Indiana Pacers da National Basketball Association (NBA).
Ele terminou sua carreira na Universidade de Creighton com o quinto maior pontuador na história do basquete masculino da Divisão I da NCAA. 
Ele foi selecionado pelo Denver Nuggets como o 11° escolha geral no draft da NBA de 2014. Ele foi negociado com o Chicago Bulls e jogou duas temporadas e meia antes de ser negociado com o Oklahoma City Thunder em fevereiro de 2017. McDermott também jogou no New York Knicks e no Dallas Mavericks.
McDermott é filho do atual treinador de Creighton, Greg McDermott; Greg treinou McDermott durante sua carreira na faculdade.

## Carreira no ensino médio
McDermott nasceu em Grand Forks, Dakota do Norte, onde seu pai era treinador assistente do time de basquete masculino da Universidade de Dakota do Norte. 
McDermott jogou basquete no Ames High School em Ames, Iowa, ao lado de Harrison Barnes. Ames venceu 53 jogos consecutivos e venceu consecutivamente títulos no estado de Iowa. Em seu último ano, McDermott teve médias de 20,1 pontos e 7,8 rebotes e foi nomeado pra Primeira-Equipe do Estado.
Considerado um recruta de três estrelas pela ESPN.com, McDermott foi listado como o 28° melhor Ala do país em 2010.

## Carreira universitária
Originalmente, McDermott assinou uma Carta de Intenção Nacional para jogar na Universidade do Norte de Iowa, mas depois que seu pai se mudou da Universidade Estadual de Iowa para Creighton, ele mudou seu compromisso para se juntar com seu pai.
Como calouro em 2010-11, ele teve médias de 14,9 pontos e 7,2 rebotes ao iniciar todos os 39 jogos dos Bluejays. McDermott estabeleceu um recorde na Missouri Valley Conference (MVC) de mais pontos por um calouro (581) e foi nomeado Calouro da Conferência.
Em seu segundo ano, McDermott foi nomeado o Jogador da Conferência da Missouri Valley Conference (MVC), o primeiro prêmio para um jogador de Creighton desde Booker Woodfox em 2009. McDermott terminou sua segunda temporada com médias de 22,9 pontos e 8.2 rebotes. Creighton terminou a temporada com um recorde de 29-6 e avançou para a terceira rodada do Torneio da NCAA.
Em seu terceiro ano, McDermott teve médias de 23.2 pontos e 7.7 rebotes. Ele estabeleceu recordes de pontos em uma única temporada e pontos na carreira. Creighton terminou a temporada com um recorde de 28-8 e avançou para a terceira rodada do Torneio da NCAA.
Em 25 de abril de 2013, ele anunciou que voltaria a Creighton para sua última temporada e não entraria no draft da NBA de 2013. No Senior Night contra Providence, ele marcou 45 pontos e ultrapassou a marca de 3.000 pontos. McDermott liderou o país com média de 26,7 pontos. No final de sua carreira universitária, ele ficou em quinto lugar na lista de todos os tempos da Divisão I da NCAA, com 3.150 pontos. McDermott é um dos três jogadores na história do basquete masculino da NCAA com 3.000 pontos e 1.000 rebotes. Ele também estabeleceu um recorde na NCAA marcando dois dígitos em 135 jogos.

## Carreira profissional

### Chicago Bulls (2014-2017)

#### Temporada de 2014-15
Em 26 de junho de 2014, McDermott foi selecionado pelo Denver Nuggets como a 11ª escolha geral no draft da NBA de 2014. Mais tarde, ele foi negociado com o Chicago Bulls, junto com Anthony Randolph, pelas duas escolhas da primeira rodada de Chicago em 2014 (Jusuf Nurkic e Gary Harris) e uma futura escolha de segunda rodada.
Em 22 de julho de 2014, ele assinou seu contrato de novato com os Bulls após obter médias de 18,0 pontos, 4,0 rebotes e 2,8 assistências durante a Summer League de 2014.
Em sua estréia na NBA em 29 de outubro, ele marcou 12 pontos, 5 rebotes, 2 assistências e 1 roubada de bola em uma vitória por 104-80 sobre o New York Knicks.
Enquanto espera-se contribuir com a pontuação dos Bulls, McDermott teve uma grande dificuldade em seus primeiros 17 jogos, com média de apenas 3,2 pontos. Apesar de sua estréia promissora, McDermott não conseguiu passar da marca de 12 pontos antes de ser descartado indefinidamente em 1 de dezembro devido a uma lesão no joelho. Posteriormente, ele teve que passar por um procedimento artroscópico no joelho direito, que ocorreu em 13 de dezembro. Ele voltou à ação em 22 de janeiro de 2015, contra o San Antonio Spurs, não registrando estatísticas em dois minutos de ação.

#### Temporada de 2015-16
Em julho de 2015, McDermott voltou aos Bulls para a Summer League de 2015, onde obteve média de 18,8 pontos e 4,4 rebotes em cinco jogos, impressionando o novo treinador Fred Hoiberg. Em 30 de outubro, os Bulls estenderam o contrato dele até a temporada de 2016-17.
A forma de McDermott na Summer League passou para a temporada regular com Hoiberg dando a ele bastante tempo de jogo vindo do banco. Nos três primeiros jogos da temporada, ele obteve uma média de 7,3 pontos, aumentando esse número para 10,2 nos cinco primeiros jogos, com 12 pontos marcados contra o Orlando Magic em 1 de novembro e 17 pontos marcados contra o Charlotte Hornets em 3 de novembro.
Sua forma impressionante lhe rendeu seu primeiro jogo como titular em 5 de novembro contra o Oklahoma City Thunder. Em 23 minutos de ação, ele marcou nove pontos em uma vitória por 104-98. Quatro dias depois, ele marcou 18 pontos em uma vitória por 111-88 sobre o Philadelphia 76ers.
Em 16 de novembro, Tony Snell foi reinserido na equipe titular, levando McDermott de volta ao papel de reserva. Em 19 de fevereiro de 2016, ele marcou 30 pontos em uma vitória de 116-106 sobre o Toronto Raptors.
Nessa temporada, ele jogou em 81 jogos e teve médias de 9.4 pontos e 2.4 rebotes em 23.0 minutos.

#### Temporada de 2016-17
Em 28 de outubro de 2016, os Bulls estenderam o contrato dele até a temporada de 2017-18.
Ele teve uma concussão em 31 de outubro contra o Brooklyn Nets e entrou no protocolo de concussão; em 12 de novembro, ele sofreu outra concussão contra o Washington Wizards. Como resultado, McDermott perdeu os nove jogos seguintes e, em 5 de dezembro, foi designado para o Windy City Bulls da NBA Development League. Ele retornou à equipe de Chicago em 8 de dezembro, marcando oito pontos em uma vitória de 95-91 sobre o San Antonio Spurs.
Em 7 de janeiro de 2017, McDermott teve seu primeiro duplo-duplo da carreira com 10 rebotes e 17 pontos em uma vitória de 123-118 sobre o Toronto Raptors. Em 15 de janeiro de 2017, ele marcou 31 pontos em uma vitória por 108-104 sobre o Memphis Grizzlies.

### Oklahoma City Thunder (2017)
Em 23 de fevereiro de 2017, McDermott foi negociado, junto com Taj Gibson e uma escolha de segunda rodada do Draft de 2018, para o Oklahoma City Thunder em troca de Joffrey Lauvergne, Anthony Morrow e Cameron Payne.
Em 18 de março de 2017, McDermott teve seu jogo de maior pontuação com o Thunder, terminando com 21 pontos em uma vitória de 110-94 sobre o Sacramento Kings.

### New York Knicks (2017-2018)
Em 25 de setembro de 2017, McDermott foi negociado, juntamente com Enes Kanter e uma escolha da segunda rodada do Draft de 2018, para o New York Knicks em troca de Carmelo Anthony.
Em sua estréia pelos Knicks na estréia da temporada, em 19 de outubro de 2017, McDermott marcou quatro pontos em uma derrota de 105-84 para seu ex-time, o Oklahoma City Thunder.

### Dallas Mavericks (2018)
Em 8 de fevereiro de 2018, McDermott foi adquirido pelo Dallas Mavericks em uma troca de três equipes que também envolveu os Knicks e o Denver Nuggets.
Em sua estréia nos Mavericks, dois dias depois, McDermott marcou oito pontos em uma vitória de 130-123 sobre o Los Angeles Lakers. Ele recebeu uma oferta qualificatória dos Mavericks em 27 de junho de 2018, que foi posteriormente retirada.

### Indiana Pacers (2018–2021)
Em 6 de julho de 2018, McDermott assinou um contrato de três anos e US$ 22 milhões com o Indiana Pacers. Em 26 de novembro, ele marcou 21 pontos em uma vitória por 121-88 sobre o Utah Jazz.
Em 1º de maio de 2021, McDermott marcou 31 pontos, igualando o recorde de sua carreira, fazendo seis arremessos de três pontos, o máximo da temporada, em uma vitória por 152-95 sobre o Oklahoma City Thunder.

### San Antonio Spurs (2021–2024)
Em 8 de agosto de 2021, McDermott juntou-se ao San Antonio Spurs através de um acordo de sign-and-trade, no qual McDermott concordou com um contrato de três anos e US$42 milhões de dólares.
Em 12 de março de 2022, ele sofreu uma lesão no tornozelo direito em uma derrota por 108-119 para o Indiana Pacers. Quatro dias depois, foi anunciado que a lesão foi diagnosticada como uma entorse de tornozelo de grau 3, afastando McDermott pelo restante da temporada.

### Retorno a Indiana (2024–Presente)
No dia 8 de fevereiro de 2024, McDermott foi negociado com o Indiana Pacers em uma troca envolvendo três equipes, incluindo o Philadelphia 76ers.

## Carreira internacional
Após o final de seu primeiro ano em Creighton, McDermott foi selecionado para a Seleção Americana de Basquetebol que jogou no Campeonato Mundial Sub-19 de 2011 na Letônia. McDermott iniciou todas as nove partidas e obteve média de 11,3 pontos e 6,1 rebotes por competição. Os Estados Unidos terminaram a competição na quinta colocação.

## Estatísticas

### NBA

#### Temporada regular
| Ano      | Equipe        | PJ  | PT | MPJ  | AP   | 3P   | LL   | RT  | AS  | BR | TO | PPJ  |
| -------- | ------------- | --- | -- | ---- | ---- | ---- | ---- | --- | --- | -- | -- | ---- |
| 2014–15  | Chicago       | 36  | 0  | 8.9  | .402 | .317 | .667 | 1.2 | .2  | .1 | .0 | 3.0  |
| 2015–16  | Chicago       | 81  | 4  | 23.0 | .452 | .425 | .857 | 2.4 | .7  | .2 | .1 | 9.4  |
| 2016–17  | Chicago       | 44  | 4  | 24.4 | .444 | .371 | .884 | 3.0 | 1.0 | .2 | .1 | 10.1 |
| 2016–17  | Oklahoma City | 22  | 1  | 19.5 | .452 | .362 | .706 | 2.2 | .6  | .1 | .0 | 6.6  |
| 2017–18  | New York      | 55  | 1  | 21.3 | .460 | .387 | .755 | 2.4 | .9  | .2 | .2 | 7.2  |
| 2017–18  | Dallas        | 26  | 3  | 22.9 | .478 | .494 | .857 | 2.5 | 1.1 | .3 | .2 | 9.0  |
| 2018–19  | Indiana       | 77  | 1  | 17.4 | .491 | .408 | .835 | 1.4 | .9  | .2 | .1 | 7.3  |
| 2019–20  | Indiana       | 69  | 0  | 19.9 | .488 | .435 | .828 | 2.5 | 1.1 | .2 | .1 | 10.3 |
| 2020–21  | Indiana       | 66  | 29 | 24.5 | .532 | .388 | .816 | 3.3 | 1.3 | .3 | .1 | 13.6 |
| 2021–22  | San Antonio   | 51  | 51 | 24.0 | .462 | .422 | .784 | 2.3 | 1.3 | .3 | .1 | 11.3 |
| 2022–23  | San Antonio   | 64  | 0  | 20.5 | .457 | .413 | .757 | 2.2 | 1.4 | .2 | .1 | 10.2 |
| 2023–24  | San Antonio   | 46  | 0  | 15.2 | .442 | .439 | .588 | 1.0 | 1.2 | .2 | .0 | 6.0  |
| 2023–24  | Indiana       | 18  | 0  | 11.4 | .406 | .321 | .500 | .6  | .7  | .3 | .0 | 4.2  |
| Carreira | Carreira      | 655 | 94 | 19.4 | .458 | .398 | .756 | 2.0 | .9  | .2 | .0 | 8.3  |

#### Playoffs
| Ano      | Equipe        | PJ | PT | MPJ  | AP   | 3P   | LL    | RT  | AS  | BR | TO | PPJ |
| -------- | ------------- | -- | -- | ---- | ---- | ---- | ----- | --- | --- | -- | -- | --- |
| 2015     | Chicago       | 3  | 0  | 3.3  | .333 | .500 | 1.000 | .7  | .3  | .0 | .0 | 1.7 |
| 2017     | Oklahoma City | 5  | 0  | 13.2 | .500 | .538 | .000  | 1.0 | .2  | .2 | .2 | 5.0 |
| 2019     | Indiana       | 3  | 0  | 9.7  | .200 | .000 | .500  | 1.7 | 1.3 | .0 | .3 | 2.0 |
| 2020     | Indiana       | 4  | 0  | 13.5 | .267 | .200 | .000  | .8  | .3  | .3 | .0 | 2.5 |
| 2024     | Indiana       | 10 | 0  | 6.4  | .455 | .375 | —     | .3  | .7  | .0 | .2 | 1.3 |
| Carreira | Carreira      | 25 | 0  | 9.2  | .351 | .322 | .375  | .9  | .5  | .1 | .1 | 2.5 |

### Universidade
| Ano      | Equipe    | PJ  | PT  | MPJ  | AP   | 3P   | LL   | RT  | AS  | BR | TO | PPJ  |
| -------- | --------- | --- | --- | ---- | ---- | ---- | ---- | --- | --- | -- | -- | ---- |
| 2010–11  | Creighton | 39  | 39  | 29.1 | .525 | .405 | .746 | 7.2 | 1.2 | .3 | .1 | 14.9 |
| 2011–12  | Creighton | 35  | 34  | 31.9 | .601 | .486 | .796 | 8.2 | 1.1 | .2 | .1 | 22.9 |
| 2012–13  | Creighton | 36  | 36  | 31.6 | .548 | .490 | .875 | 7.7 | 1.6 | .2 | .1 | 23.2 |
| 2013–14  | Creighton | 35  | 35  | 33.7 | .526 | .449 | .864 | 7.0 | 1.6 | .2 | .1 | 26.7 |
| Carreira | Carreira  | 145 | 144 | 31.5 | .550 | .457 | .820 | 7.5 | 1.3 | .2 | .1 | 21.9 |